# Israël op het Eurovisiesongfestival 2011

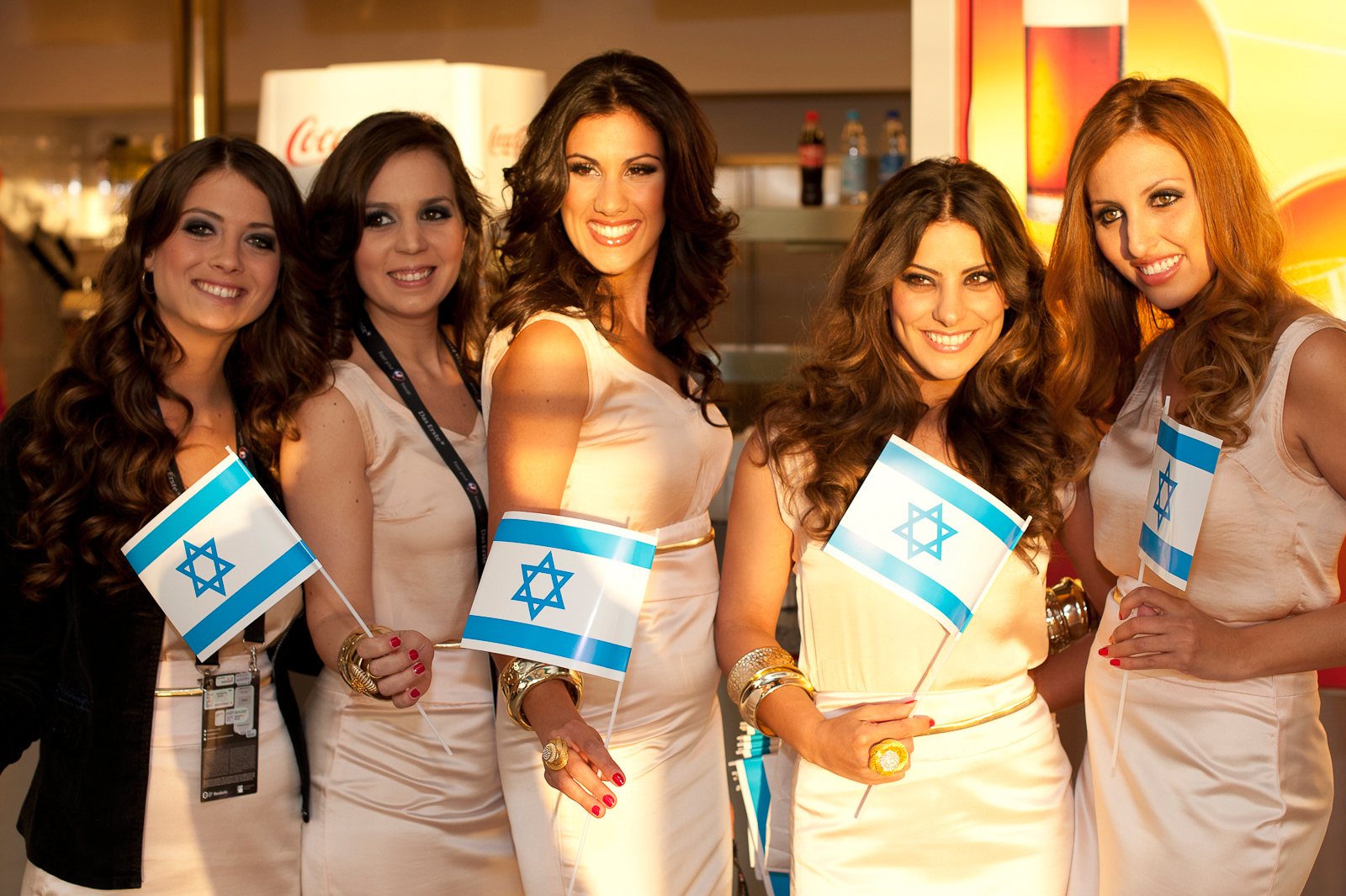
Dana International vertegenwoordigde Israël voor een tweede maal op het Eurovisiesongfestival.

Israël nam deel aan het Eurovisiesongfestival 2011 in Düsseldorf, Duitsland. Het was de 34ste deelname van het land op het Eurovisiesongfestival. De Israëlische kandidaat werd gezocht via Kdam Eurovision. IBA was verantwoordelijk voor de Israëlische bijdrage voor de editie van 2011.

## Selectieprocedure
In november maakte IBA haar plannen voor het komende Eurovisiesongfestival bekend. De nationale preselectie zou terugkeren naar Channel 1, waar het enkele jaren voordien van verdween.
Kdam Eurovision zou bestaan uit enkele voorronde in januari 2011, die niet live worden uitgezonden. Er werd een serie gemaakt van de hele voorronde. Elke week werd een aflevering uitgezonden waarin te zien was wie doorstootte naar de finale. Een vakjury bepaalde wie zich kwalificeerde voor de grote finale. Deze werd rechtstreeks uitgezonden op 8 maart 2011 op Channel 1.
Dana International, de Israëlische winnares van het Eurovisiesongfestival 1998, maakte een comeback met het lied Ding Dong en won.

## Kdam Eurovision 2011
8 maart 2011
| Plaats | Artiest             | Lied         | Punten |
| ------ | ------------------- | ------------ | ------ |
| 1      | Dana International  | Ding dong    | 270    |
| 2      | Idit Halevi         | It's my time | 235    |
| 3      | Adi Cohen           | Al avaha     | 219    |
| 4      | Chen Aharoni        | Or           | 142    |
| 5      | Niki Goldstein      | Amri itach   | 137    |
| 6      | Michael Greilsommer | Tu du du     | 131    |
| 7      | Hatikva 6           | Hakol sababa | 105    |
| 8      | Knob                | Ohev et ze   | 80     |
| 9      | Carmel Ekman        | El gagoai    | 66     |
| 10     | Sivan Bahanam       | Kach oti     | 65     |

## In Düsseldorf
Lange tijd waren er speculaties over een mogelijke terugtrekking van Israël op het Eurovisiesongfestival. De dag van de eerste halve finale, 10 mei, is namelijk een nationale herdenkingsdag in Israël. Op 21 september 2010 maakte de EBU echter bekend dat het inging op het verzoek van IBA om meteen te worden ingedeeld in de tweede halve finale.
In die tweede halve finale trad Israël als twaalfde van negentien landen aan, net na Macedonië en voor Slovenië. Bij het openen van de enveloppen bleek dat Israël zich niet had weten te plaatsen voor de finale. Na afloop van het festival zou blijken dat Dana International op de vijftiende plaats was geëindigd, met 38 punten. De Israëlische diva was totaal ontzet door de onverwachte uitschakeling en verliet daags na de halve finale Duitsland.